# Regules
Regules es una localidad española del municipio de Soba, perteneciente a la comunidad autónoma de Cantabria. 

## Geografía
La localidad, situada en las márgenes del río Gándara, se encuentra a 188 m s. n. m. y a 2,9 kilómetros de la capital municipal, Veguilla.

## Historia
Hacia mediados del siglo XIX, el lugar, ya por entonces perteneciente a Soba, tenía contabilizada una población de 140 habitantes. Aparece descrito en el decimotercer volumen del Diccionario geográfico-estadístico-histórico de España y sus posesiones de Ultramar de Pascual Madoz con las siguientes palabras:

REGULES: l. en la prov. y dióc. de Santander, part. jud. de Ramales, aud. terr. y c. g. de Búrgos, ayunt. del valle de Sova. Se compone de 4 barrios, llamados el de la Iglesia, el de Alla, el de Soto y el de Luñero: el primero está colocado á la márg. izq. del r. la Gándara, en terreno desigual; el segundo ocupa el principio del arranque de una sierra; el tercero en un alto á dist. de 1/4 de leg. del primero, y el último en una pequeña hondonada; su clima es benigno y sano. Tiene unas 40 casas; escuela de primeras letras, dotada con 5 celemines de maiz por cada uno de los 29 niños de ambos sexos que la frecuentan; igl. parr. (Sta. Eulalia), servida por un cura de término y presentacion del diocesano en patrimoniales; una ermita, propiedad del pueblo y una fuente de muy buenas aguas. Confina con la Revilla, Rozas, Santallana y Veguilla. El terreno sin embargo de ser susceptible de producir los frutos mas variados y delicados, solo da trigo, maiz y pastos; cria algun ganado, caza de varios peces en el Gándara, cuyas aguas mueven 3 molinos harineros y un batan. pobl.: 30 vec., 140 alm. contr.: con el ayunt.
(Madoz, 1849, p. 402)

En 2023, la entidad singular de población tenía empadronados 46 habitantes y el núcleo de población, también 46.